# Lyn MacDonald
Lyn MacDonald (1929-2021) was een Britse militair historica, die een reeks gezaghebbende boeken over de Eerste Wereldoorlog heeft geschreven, grotendeels gebaseerd op ooggetuigenverslagen en herinneringen van de toen nog in leven zijnde oorlogsveteranen. Al haar boeken zijn verschenen in een Nederlandse vertaling.